# بروكس مكابي
بروكس مكابي هو سياسي أمريكي، ولد في 19 يناير 1949 في تشارلستون في الولايات المتحدة. نشط حزبياً في الحزب الديمقراطي. وقد انتخب عضو مجلس ولاية فيرجينيا الغربية ‏.